# Jessica Sweet
Jessica Sweet (California; 24 de septiembre de 1985) es una actriz pornográfica estadounidense desde 2003.

## Filmografía
- 2003
  - Teens With Tits 1[2]
- 2004 
  - Britney Rears: Wild Back Stage Sex Party
  - Young Ripe Mellons 5[2]
  - Truly Nice Tits 8[2]
- 2005 
  - Anal Impact 1
  - Furgeddabou Tits[2]
- 2006
  - Britney Rears 2
  - Big Wet Tits 3[2]
  - Jiggly Juggs 2[2]
  - Boobstravaganza 2[2]
- 2008
  - Areola 51[3]
- 2009
  - Biggest Fattest Tits On Planet Earth[2]